# Belle-Isle-en-Terre
Belle-Isle-en-Terre (bretonsko Benac'h) je naselje in občina v francoskem departmaju Côtes-d'Armor regije Bretanje. Leta 2006 je naselje imelo 1.050 prebivalcev.

## Geografija
Kraj leži v bretonski pokrajini Trégor ob reki Léguer, 20 km zahodno od Guingampa.

## Uprava
Belle-Isle-en-Terre je sedež istoimenskega kantona, v katerega so poleg njegove vključene še občine La Chapelle-Neuve, Gurunhuel, Loc-Envel, Louargat, Plougonver in Tréglamus s 5.685 prebivalci.
Kanton Belle-Isle-en-Terre je sestavni del okrožja Guingamp.

## Zanimivosti
- cerkev sv. Jakoba,
- dvorec Kastell Mond,
- dvorec Château de Coat-an-Noz.